# Julian Glover
Julian Wyatt Glover (Hampstead, 27 de março de 1935) é um ator britânico.
Ator shakesperiano premiado por suas atuações nos palcos londrinos com a Royal Shakespeare Company, ele é mais conhecido internacionalmente por seus papéis no cinema, como o General Maximilian Veers de Star Wars Episódio V: O Império Contra-Ataca, o vilão Aristotle Kristatos de 007 Somente Para Seus Olhos  e Walter Donovan em Indiana Jones e a Última Cruzada.
Entre outros filmes de sucesso dos quais participou, estão As Aventuras de Tom Jones (sua estréia, num filme que conquistou o Oscar de melhor filme de 1963), Nicholas e Alexandra (1971) e Troia (2004)
O ator também interpretou o meistre Pycell da série Game of Thrones, da HBO.
É meio-irmão, por parte de mãe, do músico, cantor e compositor Robert Wyatt, membro fundador da banda de rock progressivo e jazz fusion Soft Machine.